# Helen Clitheroe
Helen Pattinson-Clitheroe (ur. 2 stycznia 1974 w Preston) – brytyjska lekkoatletka specjalizująca się w biegach średnich i długich. Wielokrotna mistrzyni i rekordzistka kraju.
Brytyjka dopiero w wieku 37 lat zdobyła swój pierwszy złoty medal na dużej międzynarodowej imprezie (halowych mistrzostwach Europy w 2011), stając się drugą najstarszą zwyciężczynią ty zawodów, po Rosjance Jekatierinie Podkopajewej.
Rekordy życiowe w biegu na 1500 metrów: stadion – 4:01,10 (19 lipca 2002, Monako); hala – 4:05,81 (20 lutego, 2007, Sztokholm). Clitheroe dwukrotnie ustanawiała rekordy Wielkiej Brytanii w biegu na 3000 metrów z przeszkodami – 9:36,98 (13 lipca 2008, Birmingham) i 9:29,14 (15 sierpnia 2008, Pekin).

## Osiągnięcia
| Rok  | Impreza                                   | Miejsce    | Konkurencja                   | Lokata      | Wynik    |
| ---- | ----------------------------------------- | ---------- | ----------------------------- | ----------- | -------- |
| 2002 | Igrzyska Wspólnoty Narodów                | Manchester | bieg na 1500 m                | 3. miejsce  | 4:07,62  |
| 2005 | Halowe mistrzostwa Europy                 | Madryt     | bieg na 1500 m                | 4. miejsce  | 4:07,54  |
| 2005 | Mistrzostwa świata                        | Helsinki   | bieg na 1500 m                | 10. miejsce | 4:05,19  |
| 2005 | Światowy Finał IAAF                       | Monako     | bieg na 1500 m                | 10. miejsce | 4:09.41  |
| 2006 | Igrzyska Wspólnoty Narodów                | Melbourne  | bieg na 1500 m                | 4. miejsce  | 4:06,81  |
| 2006 | Mistrzostwa Europy                        | Göteborg   | bieg na 1500 m                | 11. miejsce | 4:09,73  |
| 2007 | Halowe mistrzostwa Europy                 | Birmingham | bieg na 1500 m                | 4. miejsce  | 4:08,60  |
| 2007 | Mistrzostwa Europy w biegach przełajowych | Toro       | drużynowo                     | 2. miejsce  | −        |
| 2008 | Halowe mistrzostwa świata                 | Walencja   | bieg na 3000 m                | 9. miejsce  | 8:52,77  |
| 2008 | Igrzyska Olimpijskie                      | Pekin      | bieg na 3000 m z przeszkodami | eliminacje  | 9:29,14  |
| 2009 | Superliga drużynowych mistrzostw Europy   | Leiria     | bieg na 3000 m z przeszkodami | 5. miejsce  | 9:44,67  |
| 2010 | Mistrzostwa Europy w biegach przełajowych | Albufeira  | drużynowo                     | 2. miejsce  | −        |
| 2010 | Halowe mistrzostwa świata                 | Doha       | bieg na 1500 m                | 7. miejsce  | 4:10,38  |
| 2011 | Halowe mistrzostwa Europy                 | Paryż      | bieg na 3000 m                | 1. miejsce  | 8:56,66  |
| 2011 | Superliga drużynowych mistrzostw Europy   | Sztokholm  | bieg na 5000 m                | 3. miejsce  | 15:33,03 |
| 2012 | Halowe mistrzostwa świata                 | Stambuł    | bieg na 3000 m                | 7. miejsce  | 8:59,04  |
| 2012 | Mistrzostwa Europy                        | Helsinki   | bieg na 5000 m                | 16. miejsce | 15:49,13 |